# 필리스 휘틀리

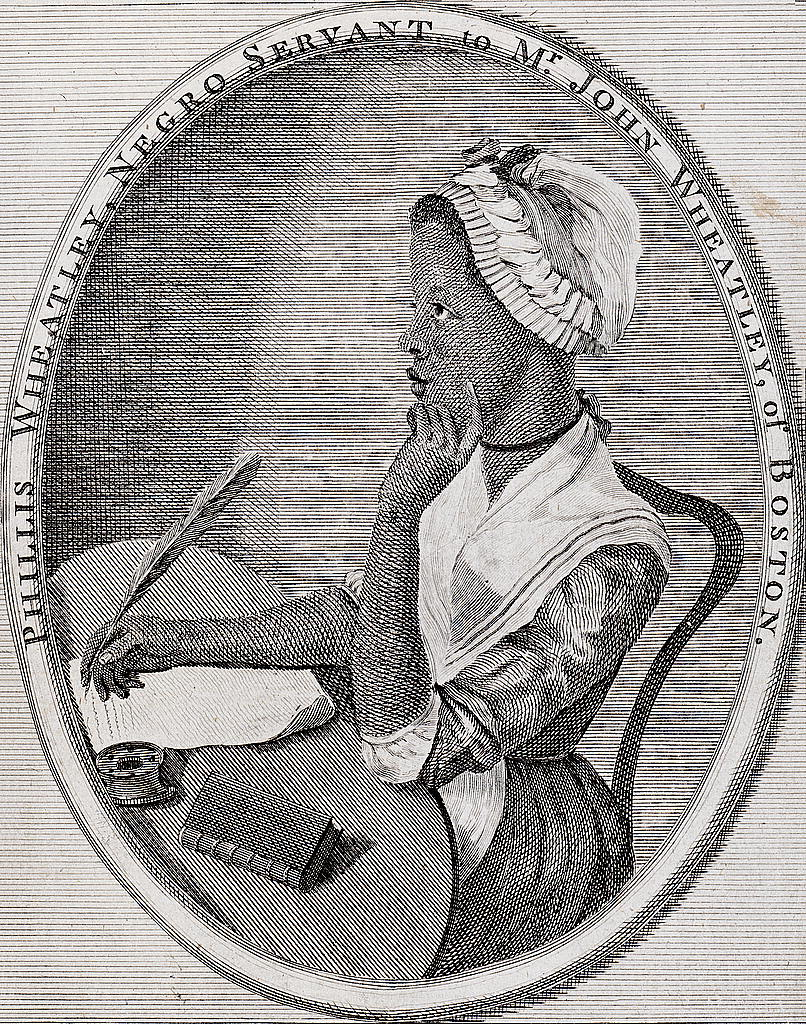

필리스 휘틀리 피터스(영어: Phillis Wheatley Peters: 1753년경-1784년 12월 5일)는 미국의 여류시인이다. 최초로 자기 책을 출판한 미국 흑인 작가다. 서아프리카에서 태어나 일고여덟 살 때 노예가 되어 북미로 끌려갔고, 보스턴의 휘틀리 가문에 팔렸다. 휘틀리 가문에서는 필리스에게 읽고 쓰는 법을 가르쳤고, 그녀에게 재능이 있는 것을 보고 시작을 권했다.
1773년 주인집 아들과 함께 런던에 가서 시집 출판처를 모색했고, 상당한 후원자들을 모을 수 있었다. 동년 9월 1일 『다양한 종교적 ∙ 도덕적 주제에 관한 시집』이 런던에서 출간되어 잉글랜드와 북미 식민지 양측에서 모두 명성을 얻었다. 조지 워싱턴도 필리스 휘틀리의 시를 즐겼다. 몇 년 뒤에는 주피터 함몬이 자기 시를 휘틀리에게 헌정했다.
필리스 휘틀리는 시집을 출간한 직후 자유인이 되었다. 휘틀리 부부는 필리스를 해방해주고 얼마 안 되어 죽었고, 필리스는 존 피터스라는 가난한 식료상과 결혼했다. 슬하에 아이를 세 명 낳았지만 모두 어려서 죽었다. 필리스 휘틀리는 굶주림과 망각 속에 31세로 요절했다.

## 같이 보기
- 일라이저 매코이